# Sara McMann
Sara McMann, född 24 september 1980 i Takoma Park, MD, USA är en amerikansk brottare och MMA-utövare som sedan 2013 tävlar i organisationen Ultimate Fighting Championship.

## Brottning
McMann började brottas vid 14 års ålder i Marion, North Carolina. Hennes största merit är OS-silver i mellanviktsbrottning i damklassen 2004 i Aten. 

## MMA

### Tidig karriär
28 maj 2011 debuterade McMann professionellt och gick obesegrad, 5-0, genom mindre organisationer.

### Invicta FC
28 april 2012 meddelades det att McMann skulle debutera i organisationen vid Invicta FC 2 som halva huvudmatchen. Hennes motståndare skulle vara Shayna Bazler. McMann vann matchen via enhälligt domslut. Matchen utsågs dessutom till Fight of the Night.

### UFC
Fortfarande obesegrad med ett facit om 6-0 skrev hon på för UFC och debuterade mot Sheila Gaff vid UFC 159 den 27 april 2013. En match McMann vann via TKO i första ronden.
Den segern gav henne en titelmatch mot Ronda Rousey vid UFC 170 den 22 februari 2014. Rousey besegrade McMann i första ronden och gav henne därmed karriärens första förlust.